# 天水有軌電車
天水有軌電車（てんすいゆうきでんしゃ）は、中華人民共和国甘粛省天水市麦積区の天水駅と秦州区の五里舗駅をつなぐライトレールシステム（路面電車）および当該システムの唯一の路線である。13kmを結んでいる。

## 歴史
市の主導で2018年7月15日に建設開始。2019年3月に長さ600メートルのセクションテストが開始。プロジェクトの総投資額は24億4600万元と推定される。1号線一期は2020年5月1日に運行を開始した。しかし2023年現在、年間運営費が8億円を超えるのに対して、収入は3,000万円余りとなっている。こうした現状から2024年1月、党中央から「巨額の資金の浪費だ」と名指しで非難される事態となっている。結果、中心部までの延伸計画もストップしている。

## 路線
3つの路線が計画されており、2019年時点では1号線の一期セクションのみが建設されていた。1号線一期は2020年5月1日に開通した。

## 停車駅

天水有軌電車一期線路図

一期12駅、内開業11駅。
| 位置   | 駅名         | 開通日       |
| ------ | ------------ | ------------ |
| 麦积区 | 天水駅       | 2020年5月1日 |
| 麦积区 | 麦積交差駅   | 2020年5月1日 |
| 麦积区 | 成紀新家园   | 2020年5月1日 |
| 麦积区 | 市一中       | 2020年5月1日 |
| 麦积区 | 舖経九路     | 2020年5月1日 |
| 麦积区 | 陽坡東       | 2020年5月1日 |
| 麦积区 | 籍河景観公園 | 暫定開通     |
| 麦积区 | 天秀大橋     | 2020年5月1日 |
| 秦州区 | 成紀新城     | 2020年5月1日 |
| 秦州区 | 県家路       | 2020年5月1日 |
| 秦州区 | 閆河村       | 2020年5月1日 |
| 秦州区 | 五里舖       | 2020年5月1日 |

## 車両

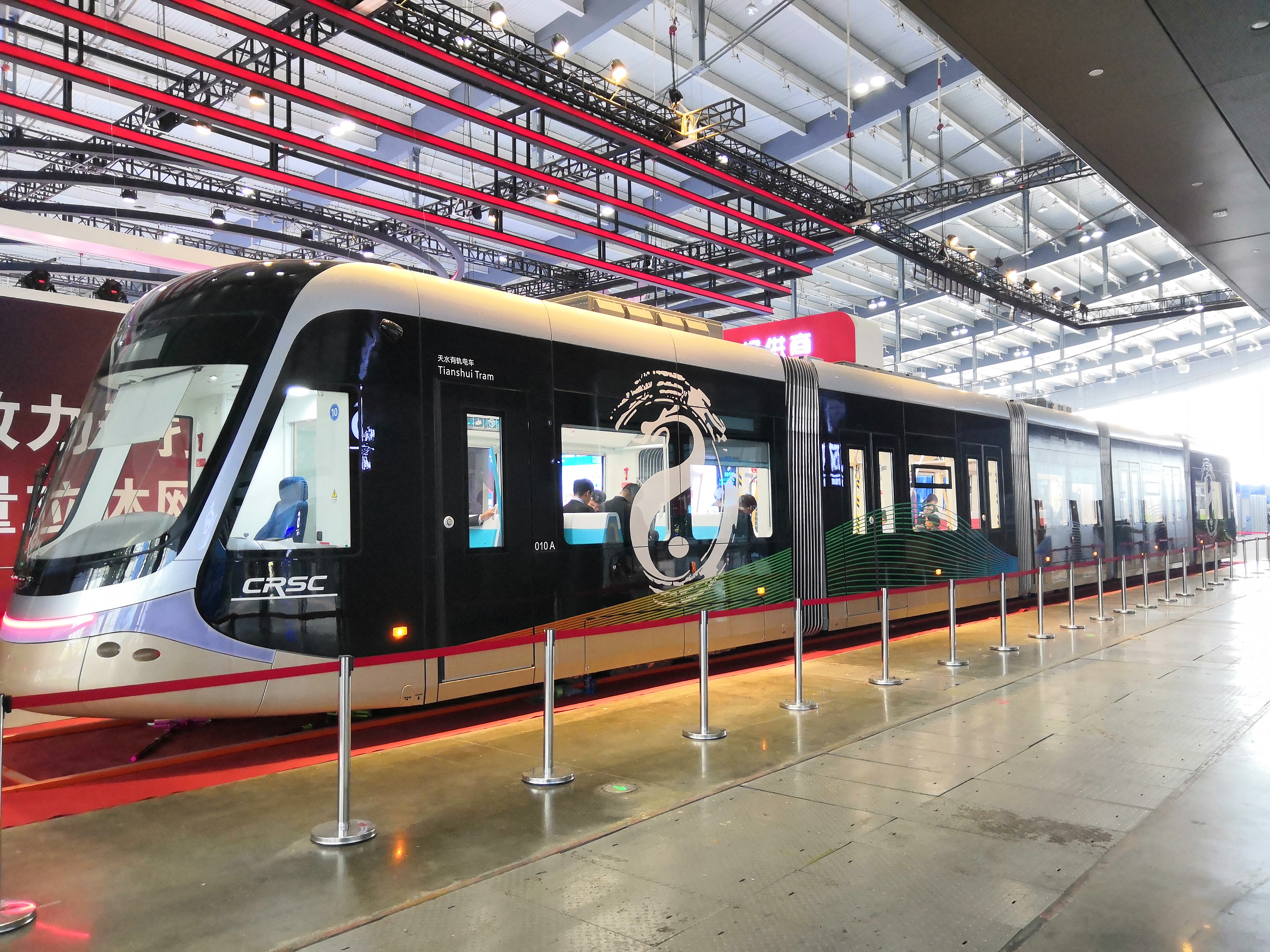
長沙国際会議展示場で展示中の車両

1号線の車両は5両編成の低床式電車で、最高速度は70km/hである。1両あたり58席が設置されており、1編成で370人を収容できる。運行効率を高めるためにスーパーコンデンサーが使われている。車両は長沙市の中国鉄路通信信号股份有限公司（CRSC）の製品であり、CRSCの新式低床路面電車の最初の実用化ケースである。車両の愛称は「伯約」、同地出身の三国時代の武将の姜維の字である。